# Shindeobothrium indica
Shindeobothrium indica is een lintworm (Platyhelminthes; Cestoda). De worm is tweeslachtig. De soort leeft als parasiet in andere dieren.
Het geslacht Shindeobothrium, waarin de lintworm wordt geplaatst, wordt tot de familie Shindeobothriiidae gerekend. De wetenschappelijke naam van de soort werd voor het eerst geldig gepubliceerd in 1975 door Shinde & Chincholikar.